# SN 2007ah
SN 2007ah – supernowa typu II-P odkryta 6 marca 2007 roku w galaktyce UGC 2931. W momencie odkrycia miała maksymalną jasność 17,80m.